# 英國手語

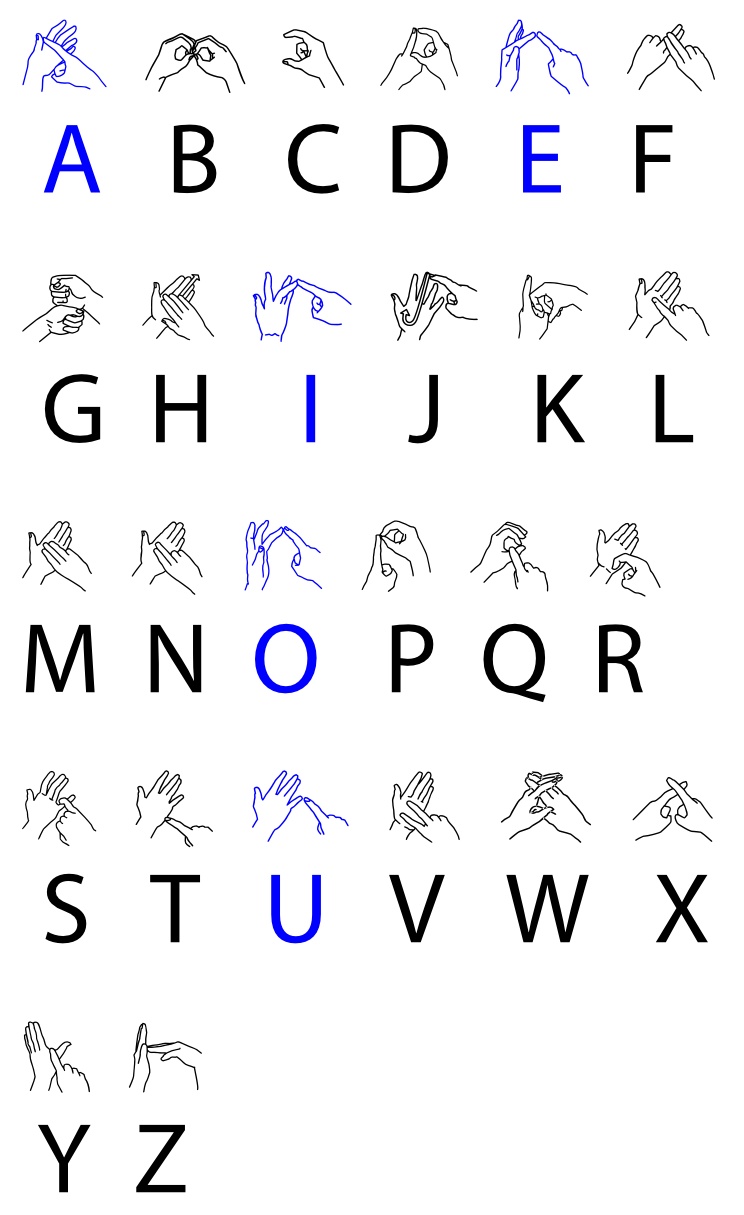
英國手語字母表

英國手語（British Sign Language，縮寫：BSL）是一門在英國使用的手語，主要有約125,000英國成人和約20,000兒童會使用這種語言。 2011年據威爾士和英格蘭的聾人報告，兩地使用英國手語為主要語言的人數為15,000。
英國聾啞人社群使用手語的記錄可以追溯至1570年，英國手語就是通過對這些原始手語進行改良而成的。 直到1940年代為止英國聾啞學校裡還主要強調教授讀唇法和手指拼寫，而不鼓勵使用手語。1970年代開始寬容度才逐漸提高，不過由於老一輩和年輕一輩所學不同而造成了交流問題。
英國手語與美國手語差異極大，相對於幾乎完全一致的口語（即英語）來說，手語中的完全相同的表達只有31%，同族的表達有44%。 此外英國手語與愛爾蘭手語也不一樣。英國手語使用主體-評論結構， 標準語序是賓主動，名詞短語中心語前置。

## 外部連結
- .   [2014-02-27]. （原始内容存档于2021-04-07）.
- .   [2014-02-27]. （原始内容存档于2013-12-13）.
- .   [2020-09-17]. （原始内容存档于2013-05-01）.
- .   [2020-09-17]. （原始内容存档于2011-06-07）.